# Hårda viljor (1923)
Hårda viljor är en svensk svartvit stumfilm från 1923 i regi av John W. Brunius. I rollerna ses bland andra Eugen Skjønberg, Lilla Bye och Gustaf Ranft.

## Om filmen
Filmen är en fri bearbetning av Knut Hamsuns roman Svärmare, utgiven första gången 1904. Denna omarbetades till filmmanus av Brunius och Sam Ask och filmades med Hugo Edlund som fotograf. Filmens interiörer spelades in i Filmstaden Råsunda i Stockholm och exteriörerna i Brønnøy i Norge. Premiärvisningen ägde rum den 5 mars 1923 på biografen Röda Kvarn i Stockholm.
För att bibehålla filmens anknytning till sin norska förlaga valdes tre norska skådespelare ut: Skjønberg, Bye och Solveig Bang. Filmen fick ett blandat, men inte alltför entusiastiskt mottagande.

## Handling
Fredrik Mack äger en limfabrik i Nordnorge. Ove Rolandsen arbetar för honom och har på fritiden utvecklat ett eget lim som är bättre än Macks.

## Rollista
- Eugen Skjønberg – Ove Rolandsen, telegrafist
- Lilla Bye	– Elise Mack
- Gustaf Ranft – Fredrik Mack, Elises far
- Torsten Hillberg – Fredrik Mack j:r
- Linnéa Hillberg – Marie van Loos, hushållerska
- Yngwe Nyquist – Henriksen, kapten
- William Larsson – Levion, fiskare
- Solveig Bang – Helga Levion
- Carl Ström – präst
- Karin Alexandersson – prästfru
- Albert Ståhl – Enok, tjuvfiskare
- Helge Kihlberg – gäst på Macks fest
- Richard Lindström – ej identifierad roll